# Island Harbour (Anguilla)
Island Harbour is een vissersdorp en district op het eiland Anguilla. Het bevindt zich in het noordoosten van het eiland, en telde 988 inwoners in 2011. In het district bevindt zich Shoal Bay East, een van de populairste stranden van Anguilla. Bij het dorp ligt Big Springs waar petrogliefen zijn gevonden.
Island Harbour is voornamelijk een vissersdorp. Tijdens Pasen wordt het Festival del Mar georganiseerd en vinden er bootracen, viswedstrijden en krabracen plaats. In 2022 werd Island Harbour verkozen als beste dorp van Anguilla, vanwege de properheid, saamhorigheid, en vrolijkheid.

## Shoal Bay East
Shoal Bay East is een witzandstrand met ondiep turquoise water, en wordt beschouwd als een van de mooiste stranden. Het strand is ongeveer 3 km lang. In het oostelijk gedeelte bevinden zich de restaurants en bars. Vanwege de lengte van de strand, en omdat er in Anguilla geen sprake is van massatoerisme, is het een rustig strand. Shoal Bay East biedt de mogelijkheid tot kajakken, snorkelen en duiken.

## Koraalriffen
Ten noorden van Island Harbour en Shoal Bay liggen koraalriffen waar de bedreigde koraalsoort acropora palmata voorkomt. Sinds 2007 is een gebied van 17 km2 vanaf de kust een beschermd natuurgebied.

## Big Spring
Big Spring is een zinkgat in Island Harbour. Het heeft een diameter van ongeveer 40 meter en is 5 meter diep. Het was waarschijnlijk een grot waarvan het dak is ingestort. Het water in Big Spring wordt gevoed door een bron, en werd door de inheemse bevolking gebruikt als drinkwatervoorziening, en had een ceremoniële functie. Na de kolonisatie bleef het een belangrijk bron van drinkwater en was tot de jaren 1970 in gebruik.
In 1988 werd Big Spring verkend door John Lloyd die petrogliefen aantrof. Er zijn meer dan 60 petrogliefen geïdentificeerd die voornamelijk antropomorfisch zijn. In het zinkgat zijn meer dan 4.000 artefacten gevonden die zijn gedateerd tussen 600 en 1200 n.Chr. De site is een beschermd gebied, en is na reservering te bezichtigen met een gids.

## Foto's

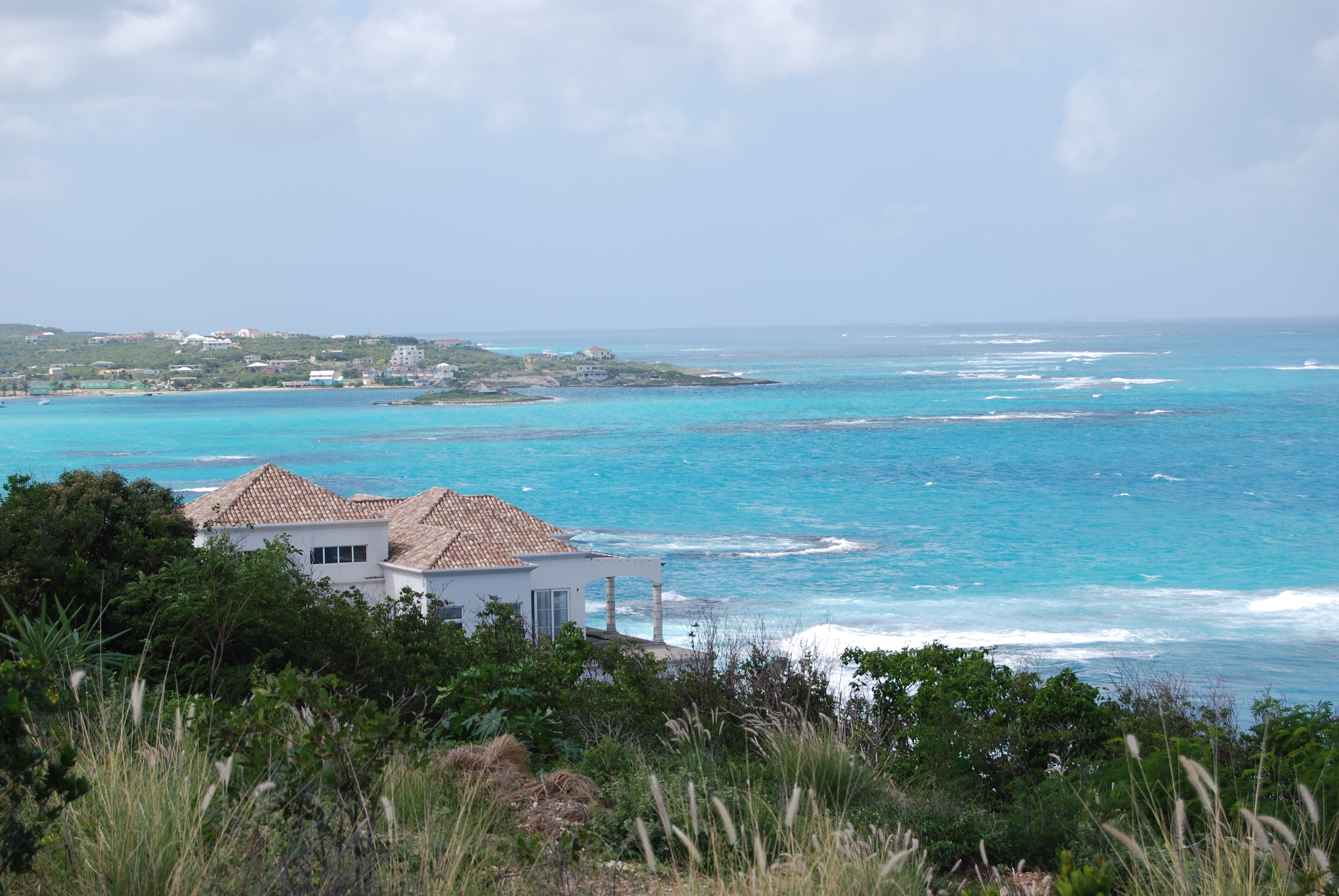
Zicht op Island Harbour
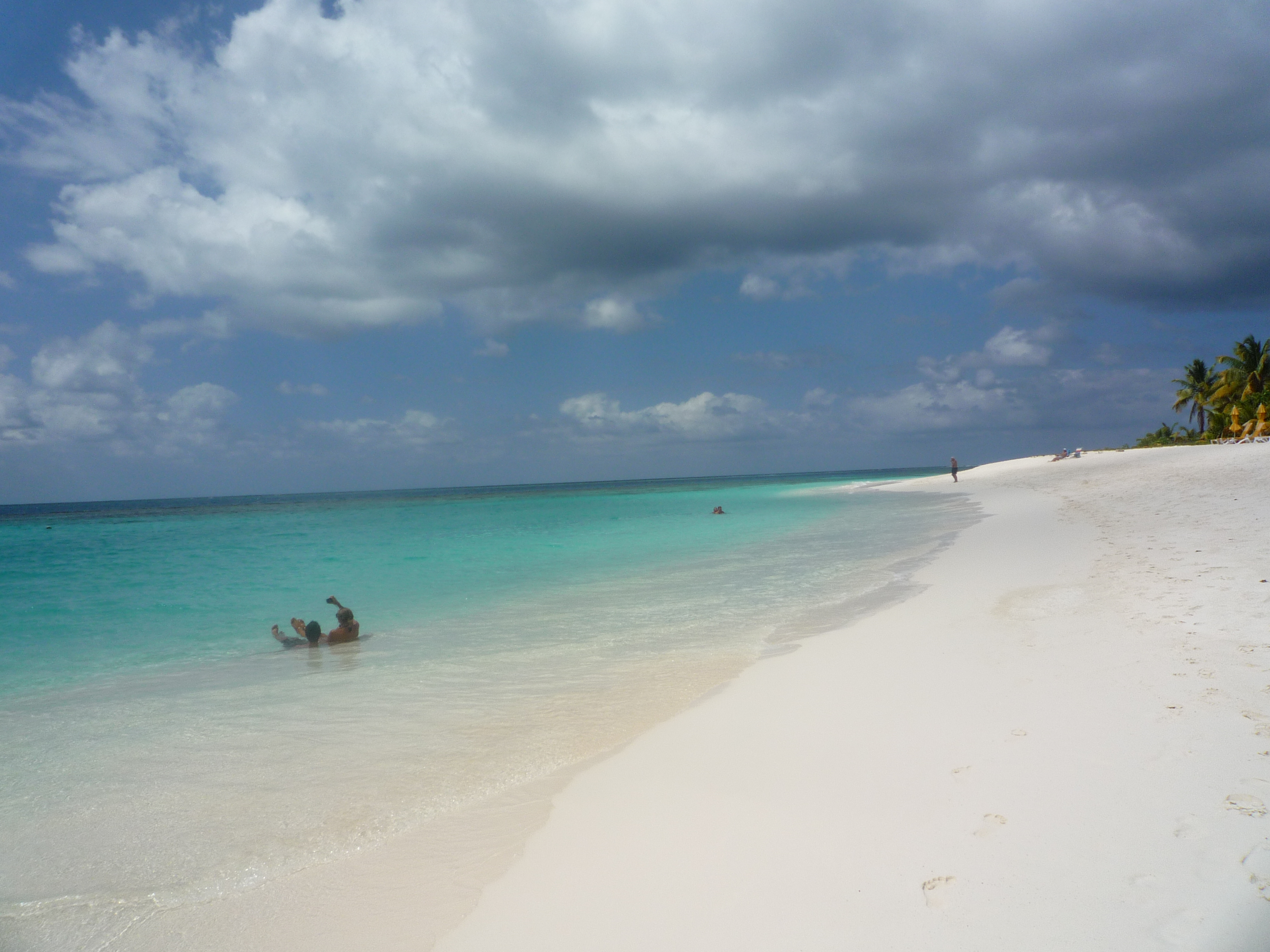
Shoal Bay East
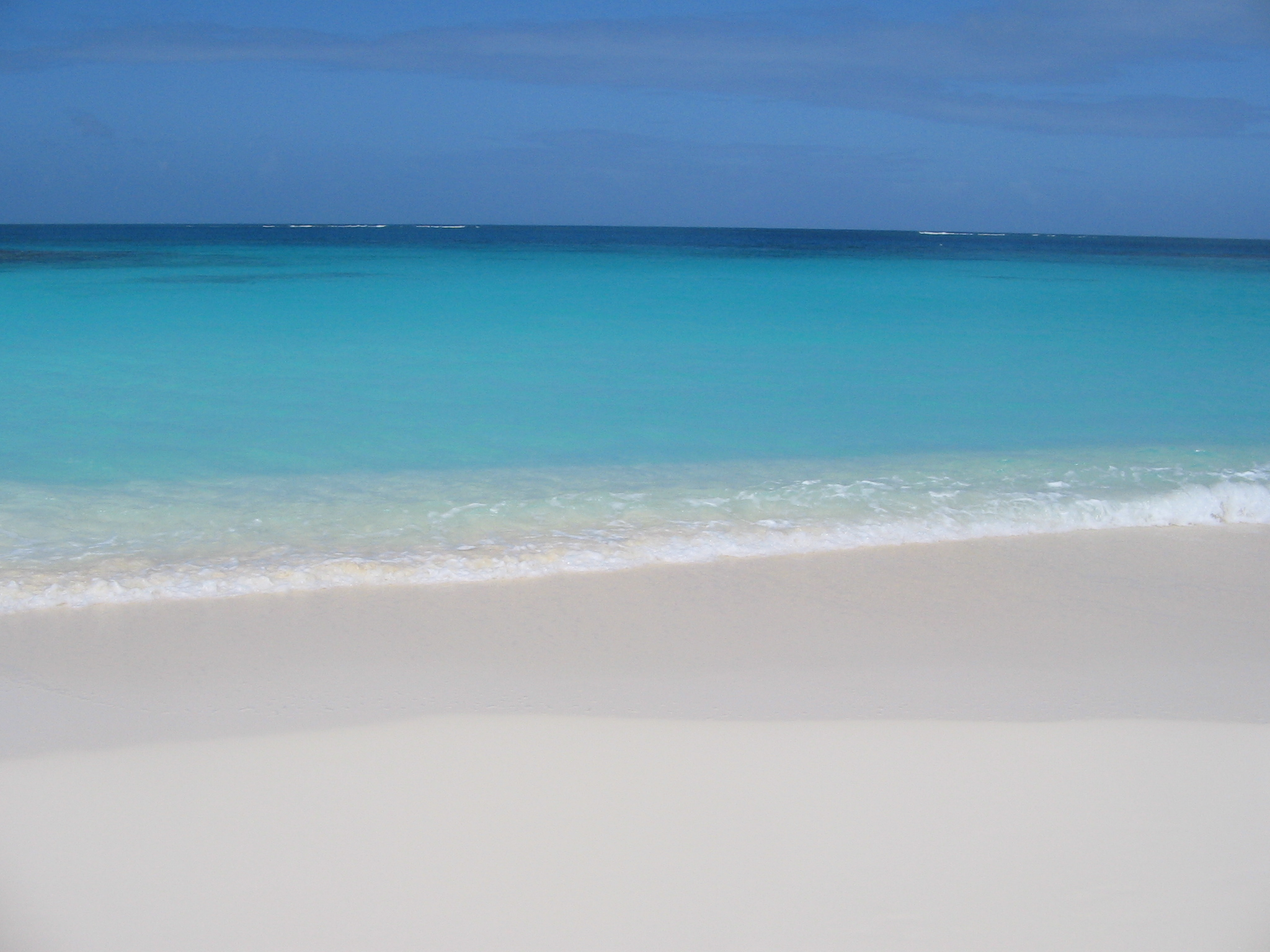
Zand en water van Shoal Bay East

Little Bay · Maunday's Bay · Prickly Pear Cays · Sandy Ground · Sandy Island · Shoal Bay
Blowing Point · East End · Island Harbour · Sandy Ground · The Valley · West End